# Inklinacja magnetyczna

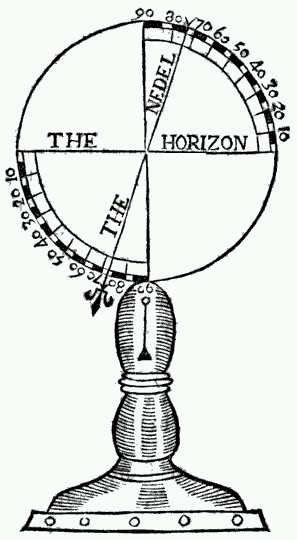
Ilustracja «Inklinacja magnetyczna» z książki Roberta Normana «The Newe Attractive» (1581). Przedstawia inklinometr służący do pomiaru tej wielkości.

Inklinacja magnetyczna lub inaczej nachylenie magnetyczne w danym punkcie powierzchni Ziemi jest kątem zawartym pomiędzy wektorem natężenia ziemskiego pola magnetycznego w tym punkcie a horyzontem.
W praktyce inklinacją nazywamy kąt zawarty pomiędzy płaszczyzną poziomą (określoną dla tegoż punktu) a osią swobodnie zawieszonej igły magnetycznej (dla kompasu ustawionego pionowo i w płaszczyźnie południka magnetycznego, tj. oś kompasu jest ustawiona poziomo a igła obraca się w płaszczyźnie pionowej). Wartość inklinacji zmienia się wraz ze zmianą szerokości geograficznej. W Polsce średnio inklinacja wynosi około +66° (na biegunie magnetycznym 90°, na równiku magnetycznym 0°). Linie łączące na mapie punkty o jednakowej inklinacji nazywamy izoklinami. Izoklina 0° nazywana jest akliną.
Inklinacja magnetyczna ma duże zastosowanie w awiacji.

## Historia
Inklinacja magnetyczna została odkryta przez chińskiego uczonego Shen Kuo w XI wieku. Pierwszym Europejczykiem, który opisał to zjawisko (w 1544 roku) był niemiecki inżynier i astronom Georg Hartmann. Nieco wcześniej Krzysztof Kolumb odkrył, że inklinacja magnetyczna jest silnie uzależniona od współrzędnych geograficznych. W 1831 roku angielski polarnik James Clark Ross odkrył na archipelagu wysp w arktycznych rejonach Kanady biegun magnetyczny - obszar, na którym igła magnetyczna zawieszona na nitce w swoim środku ciężkości ustawia się prostopadle do powierzchni Ziemi. W 1909 roku ekspedycja «Nimroda» odkryła na Antarktydzie drugi biegun magnetyczny.